# マンガ少年
『マンガ少年』は、かつて朝日ソノラマが発行していた月刊漫画雑誌。1976年創刊、1981年に休刊となった。後継雑誌は『DUO』。

## 概要
手塚治虫が『火の鳥』を掲載する雑誌を欲していたことを受けて、朝日ソノラマとしては初の漫画雑誌として企画され、誌名も手塚の意向で『マンガ少年』として1976年8月6日発売の9月号で創刊。学童社の『漫画少年』や虫プロ商事の『COM』の影響が多々見られ、トキワ荘系やCOM出身の漫画家が多数活躍した。創刊号には『火の鳥 望郷編』連載の他、石森章太郎、松本零士、ジョージ秋山、藤子不二雄、石川賢、吾妻ひでお、ますむらひろし、みなもと太郎らが執筆。時代的にSFがブームであり、多くのSF漫画が発表されている。また、アニメブームの最中、関連記事も多数掲載されている。
作品としては、手塚治虫『火の鳥』を長期連載した。『COM』で未完だった「望郷編」と「乱世編」が完結し、「生命編」、「異形編」と連載された。同時期に、実写映画『火の鳥』（1978年）やアニメ映画『火の鳥2772 愛のコスモゾーン』（1980年）が公開され、メディアミックスの走りとなった。また、手塚は原稿を落とすことも多く、代替として、過去の作品が穴埋めで載ることも多かった。1977年から連載開始した竹宮惠子『地球へ…』は大きなヒットを飛ばし、1980年にはアニメ映画化された。石ノ森章太郎（当時、石森章太郎）は、『サイボーグ009』「海底ピラミッド編」を連載した。藤子・F・不二雄（当時、藤子不二雄）は、少年向けのSF短編を定期的に掲載した。吾妻ひでおは、『美美』、『やけくそ黙示録』を連載した。
みなもと太郎のエッセー「お楽しみはこれもなのじゃ」は、和田誠の映画評論「お楽しみはこれからだ」のパロディ作品としてだけではなく、優れた漫画評論として名高い。
マンガ少年新人賞からは、石坂啓や竜巻竜次、木村直巳、速星七生、神矢みのるなどが輩出されたほか、細野不二彦、高橋葉介、あや秀夫、早坂照明などがデビュー作を発表したのも本誌である。
1981年5月号で休刊。発行部数は創刊号で24万部、その後10万部前後となり、休刊時には3万部程度だった。後継誌として『DUO』が創刊され、光瀬龍・竹宮恵子『アンドロメダ・ストーリーズ』、山田ミネコ「最終戦争シリーズ」など一部の作品は連載が引き継がれた。
別冊として『火の鳥』全9冊、『地球へ…』全4部を発行。

## 主要な連載漫画
「概要」中で言及したものは除く。
- 秋竜山:「竜山のおかしな世界」
- 吾妻ひでお:「美美」「やけくそ黙示録」
- 石川賢:「聖魔伝」
- いしかわじゅん:「かんぱりソーダ」
- 石坂啓:「下北なあなあイズム」
- 勝川克志:「椿ちゃんの漫画百面相」
- 倉多江美:「宇宙を作るオトコ」
- ジョージ秋山:「赤い夕日の流れ者　戦えナム」「青の洞門」
- 新谷かおる:「シリーズ1/1000sec.」
- 高橋葉介:「ヨウスケの奇妙な世界」「夢幻紳士」
- 田村信:「バーレスク」
- 永島慎二:「シリーズ青いカモメ 少年期たち」「シリーズ・赤い風船SIDE1 愉しかりし日々」
- 二階堂正宏:「兵隊さん物語」
- 古谷三敏:「寝太郎くん」「ハチャメチャラボ」
  - ハチャメチャラボ - マンガ図書館Z（外部リンク）
- ますむらひろし:「ますむらひろしのファンタジー・ゾーン」
- 松本零士:「ミライザーバン」
- 御厨さと美:「NORA」
- 森田拳次:「モリケンのナンセンス」
- モンキー・パンチ:「非魔人クラブ」

## 主な読み切り漫画
- あすなひろし:「かたばみ抄」
- 楳図かずお:「楳図かずおの幻想世界」
- 大友克洋:「SOS!大東京探検隊」
- 岡田史子:「家出前夜」
- 永井豪:「超人間現る」「炎魔地獄」
- 藤子・F・不二雄(発表当時藤子不二雄):「みどりの守り神」「宇宙人」「創世日記」「征地球論」「老年期の終り」「四畳半SL旅行」「ニューイヤー星調査行」「影男」
- 吾妻ひでお:「ネリマー国物語（○の泉編）」「ホーキ売りの季節」
- 星野之宣:「ユニコーンの星」
- 細野不二彦:「クラッシャージョウ」
- 水木しげる:「死神マボロシちゃん」
- 水野英子:「青燈幻想」
- 諸星大二郎:「失楽園」「砂の巨人」
- 横山光輝:「ムササビ」
- かとうひろし:「運び屋」
- はるき悦巳:「伝説」